# Наумово (Тальменський район)
Нау́мово (рос. Наумово) — село у складі Тальменського району Алтайського краю, Росія. Входить до складу Кашкарагаїхинської сільської ради.

## Населення
Населення — 378 осіб (2010; 373 у 2002).
Національний склад (станом на 2002 рік):
- росіяни — 91 %